# 齊文
齊文（1432年—？），字應奎，燕山左衛官籍，直隸永平府灤州人，明朝政治人物。進士出身。

## 生平
出身將門，與弟齊章同領天順六年（1462年）壬午科順天府鄉試第一百一十名。成化五年（1469年）乙丑科會試第二十二名，殿試登進士第三甲第一百五十五名。官至户部员外郎。

## 家族
曾祖齊進中。祖父齊貴，贈指揮僉事。父亲齊安，曾任指揮僉事。